# Siam

Siams flagga 1855-1917.

Siam (thai: สยาม) är det tidigare namnet på Thailand. Namnbytet från Siam till Thailand har gjorts två gånger.

Kung Mongkuts underskrift som ”Rex Siamensium”, 1855. Phra Bat Somdet Phra Poramenthra Maha Mongkut Phra Chom Klao Chao Yu Hua som hans egentliga namn skrevs var kung i Siam (1804-1868).

## Benämningen Siam
Kungariket Ayutthaya kallades Siam och folket som bodde där kallades siameser redan 1457 e. Kr. Säkert dokumenterat är namnet 1856. Namnet har inte använts av invånarna själva. 
Den 24 juni 1939 ändrade premiärminister Plaek Phibunsongkhram landets namn till Thailand och invånarnas till thai. Detta för att betona att landet tillhörde thailändarna och skulle ha ett namn som folket själva valt.
Ändringen sågs som inofficiell och föranledde ett byte tillbaka till Siam 1945. Ett nytt byte tillbaka skedde 1949, då landets namn också ändrades i engelskan (“Thailand”) och franskan (“Thaïlande”).
Denna ändring har stått fast, men namnet Siam förekommer fortfarande ofta.

## Namnbyten
- 1939 inofficiellt namnbyte från Siam till Thailand.
- 1945 ändrade man tillbaka till Siam.
- 1949 ändrade man tillbaka till Thailand.[2] Enligt vissa källor skedde namnbytet redan 1948.[1]

## Siams historia
Se artikeln Thailands historia.

## Etymologi
Det portugisiska Sciam kommer förmodligen via thai sayam från sanskrit श्याम (Śyâma, ”mörk”), med hänsyftning på hudfärg. Det finns emellertid åtminstone två andra teorier om ordets härledning. Det kan härledas från pali शुभर्नभुमि (suvarnabhumi, ”land av guld”) eller möjligen mon rham (”främling”). Ordet har förmodligen samma rot som namnen Shan och Assam.